# Шерстнёв, Алексей Михайлович
Алексе́й Миха́йлович Шерстнёв (род. 1 мая 1975, Грозный) — российский футболист, нападающий. Его дебют в высшей лиге состоялся в 2000 году в матчах за «Анжи», сыграл также один матч за московское «Динамо» в Кубке Интертото 1997. В последние годы карьеры выступал в первенстве ЛФЛ России, зона «Подмосковье». После завершения карьеры — тренер.

## Карьера
Воспитанник команды «Терек» (Грозный), тренер — В. Е. Кузьмин.
В 2003 году играл за «Динамо» (Ставрополь).
В 2008—2010 годах — тренер команды футболистов 1999 года рождения, а также молодёжной команды московского «Динамо».
В 2010—2011 годах работал тренером в УОР «Мастер-Сатурн» Егорьевск.
С осени 2011 года — тренер команды футболистов 1999 года рождения в футбольной академии «Строгино».
С начала ноября 2013 года — тренер команды футболистов «Строгино» 2001 года рождения, в которой играет его сын — Степан Шерстнёв.
В 2014—2016 главный тренер сборных команд Москвы 1998—2001 г.р. с которыми неизменно становился призёром соревнований в которых участвовал.
C ноября 2016 по июня 2018 года — главный тренер клуба «Строгино».
В 2017 принял участие в дебютном режиссёрском проекте Данилы Козловского — фильме «Тренер» — в качестве тренера, консультанта, постановщика футбольных сцен и в роли главного тренера «Спартака».
Главный тренер студенческой сборной России по футболу на Универсиадах 2017 года в Тайбэе (6-е место) и 2019 года в Неаполе (4-е место).
В 2020 году — главный тренер молодёжной команды московского «Динамо». В 2021—2023 годах — главный тренер ФК ФШМ (Москва). В январе 2023 года также стал тренером медиафутбольной команды «Метеор».
В конце июня 2023 года покинул ФШМ и возглавил футбольный клуб «Сахалинец».
23 января 2024 года стал главным тренером петербургского «Динамо». 10 апреля 2024 года покинул клуб.
23 ноября 2024 года стал главным тренером павлопосадского «Композита».

## Достижения игрока
- Серебряный призёр чемпионата Латвии по футболу: 2000
- Финалист Кубка России: 2000/2001.

## Достижения тренера
- Победитель «Кубка РФС 2016» с командой Строгино 1999 г.р.[11][12]